# Časnički namjesnik
Časnički namjesnik (časnička namjesnica) najviši je dočasnički vojni čin u Oružanim snagama Republike Hrvatske, iznad čina stožernog narednika. 
Deveti je po vojničko-dočasničkom redoslijedu (čin kategorije-status / Rank-position) s NATO klasifikacijom: OR-9.
Skraćena oznaka: čn
U Američkoj kopnenoj vojsci odgovara mu čin Sergeant Major (SGM), a u Američkim marincima Master Gunnery Sergeant (MGySgt). US Army čin također ima za svoj naviši (deveti) dočasnički čin klasifikacijsku oznaku E9.
U američkoj vojsci postoji još dodatno napredovanje najvišeg dočasnika, s istom klasifikacijom E9; kao Sergeant Major of the Army (SMA) u kopnenoj vojsci ili američkim marincima kao Sergeant Major of the Marine Corps (SgtMajMC). 
U hrvatskoj vojsci bi to bio Prvi dočasnik OS RH.

Nakon časničkog namjesnika slijedi časnički čin poručnika.

### Vojni i dočasnički činovi u OSRH
Vojnici:
vojnik,
pozornik,
razvodnik
Niži dočasnici:
skupnik,
desetnik,
narednik
Viši dočasnici:
nadnarednik,
stožerni narednik,
časnički namjesnik

Časnički namjesnik je također bio najviši dočasnički čin u Hrvatskim oružanim snagama u Nezavisnoj državi Hrvatskoj od 1944. do 1945. Bio je iznad dočasničkog čina stožernog stražnika, a ispod najnižeg časničkog čina zastavnika.